# داد الحبشي
الأمير داد الحبشي، المعروف أيضًا باسم معين الدولة الحبشي، ودادبك الحبشي، والحبشي ابن الطنطاق، هو أحد أمراء السلاجقة وحاكم جرجان وخراسان. 
ليس هناك الكثير من المعلومات عن طفولته، ولكن يمكن القول أنه بفضل تأثير والده "ألتونتاق" الذي كان من أصل تركي، تمكن دادبك من تولي حكم مناطق مختلفة. ونظراً لديانة أبناء دادبك وعلاقته الوثيقة بالرئيس مظفر الإسماعيلي، فيمكن الافتراض إنه كان إسماعيليًا. بعد وفاة ملكشاه، قام في جرجان ووسع أراضيه بمساعدة الإسماعيليين. وبعد فترة سلَّم بركياروق قلعة قهستان إلى داد الحبشي، كما سلَّم القلعة إلى الرئيس مظفر عام 489هـ، وهكذا استولى الإسماعيليون على القلعة. وكان لدادبك ولدان، أحدهما يدعى إسماعيل بن الحبشي، الذي واصل حكم جرجان، والآخر محمد بن الحبشي، الذي حكم مازندران أيضًا بالإضافة إلى جرجان. توفي دادبك الحبشي حوالي سنة 493 هـ.